# DATEX II
DATEX II（デイテックス・ツー）は、欧州において道路交通情報の交換に用いられるXMLベースのデータ交換仕様である。主に道路事業者や交通情報プロバイダーなどが、リアルタイムの交通規制、道路工事、事故、気象情報、道路ネットワークの状態などを効率的に共有するために使用される。

## 概要
DATEX II は、欧州委員会（European Commission）の支援のもとで開発され、欧州全体のITS（高度道路交通システム）における相互運用性を実現するための標準仕様である。仕様はCEN（欧州標準化委員会）の標準 EN 16157 シリーズとして採用されており、欧州各国の道路管理者や交通情報提供者の共通言語として利用されている。

## 主な特徴
- XMLスキーマに基づく拡張可能なデータモデル
- 事故・渋滞・気象・道路作業・車線規制・駐車場の空き情報など多様な交通情報を記述可能
- プロファイルやレベル定義により、利用用途に応じた実装が可能
- 他のITS標準（例：INSPIREやTN-ITS）との統合も意識して設計されている

## 利用事例
DATEX II は、EU圏内の道路交通情報センターやナビゲーションシステムプロバイダー、道路運用機関によって広く導入されている。たとえば、欧州の国境を越えた道路工事や事故情報の共有、VMS（可変情報板）表示、リアルタイムアプリ通知などに活用されている。
特に欧州連合が進めるNational Access Point（NAP）政策では、DATEX IIが共通のデータ形式として指定されており、欧州交通情報のデジタル化・一元化に貢献している。

## 歴史
DATEX II の開発は2000年代初頭に始まり、DATEX（初代）の後継として位置づけられている。仕様は欧州ITSプロジェクト「DATEX II Coordination Group」のもとで策定され、現在も継続的にバージョンアップが行われている。
現行バージョンや技術仕様書、プロファイルガイドラインは公式ウェブサイトで公開されている。